# 拉加尔德 (上加龙省)
拉加尔德（法語：Lagarde，法語發音：[laɡaʁd]）是法国上加龙省的一个市镇，属于图卢兹区。 

## 地理
拉加尔德（43°20'44"N, 1°42'48"E）面积11.69 平方千米，位于法国奧克西塔尼大區上加龙省，该省份为法国西南部内陆省份，西南端与西班牙接壤，自此顺时针与上比利牛斯省、热尔省、塔恩-加龙省、塔恩省、奥德省和阿列日省接壤。
与拉加尔德接壤的市镇（或旧市镇、城区）包括：圣米歇尔德拉内斯、博特维尔、凯尼亚克、加尔杜什、莫内斯特罗勒、蒙克拉尔洛拉盖、蒙雅尔。

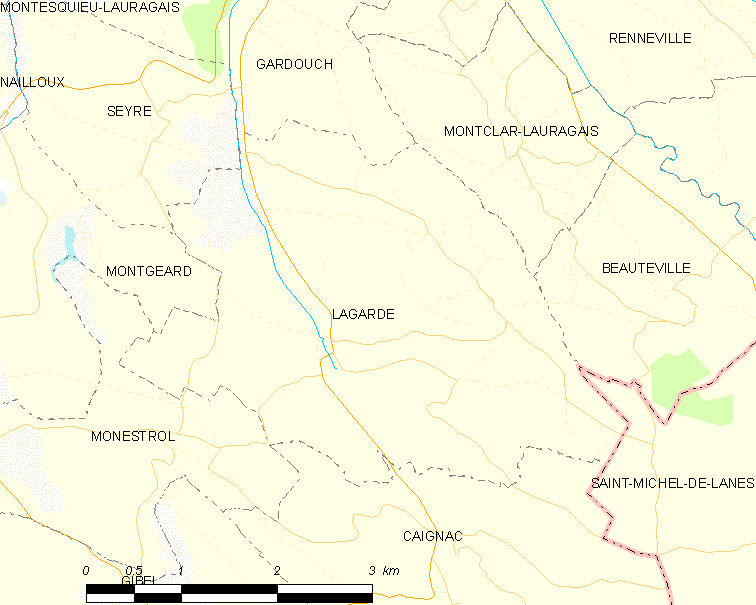
的OSM定位图

拉加尔德的时区为UTC+01:00、UTC+02:00（夏令时）。

## 行政
拉加尔德的邮政编码为31290，INSEE市镇编码为31262。

## 政治
拉加尔德所属的省级选区为勒韦勒县。

## 人口

1962-2008年间人口变化图示

拉加尔德于2022年1月1日时的人口数量为438人。